# Adidas Telstar 18

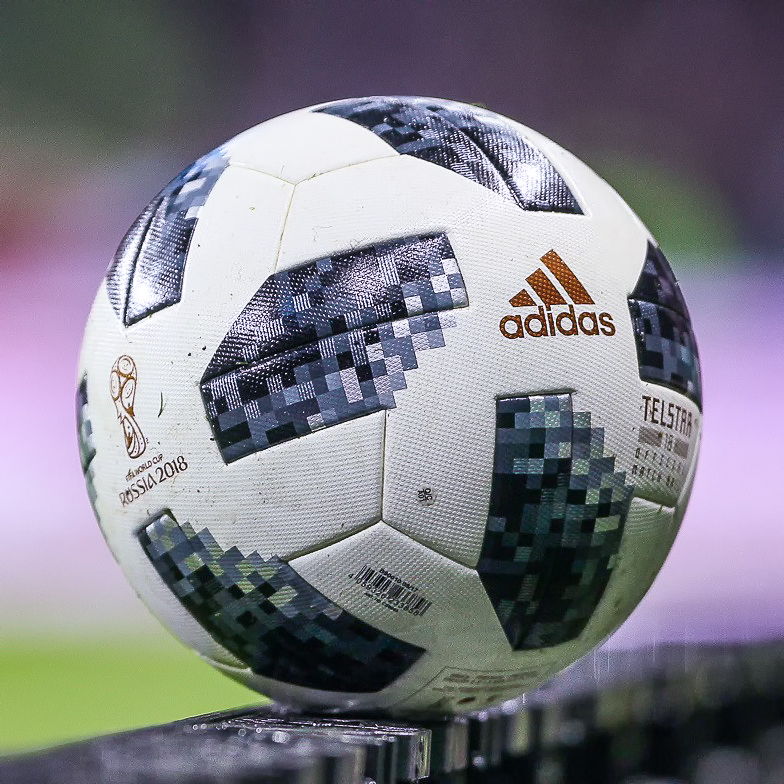
Adidas Telstar 18

Adidas Telstar 18 – piłka do gry w piłkę nożną wyprodukowana przez firmę Adidas i mająca swoją premierę na mistrzostwach świata w 2018.

## Historia
Piłka Telstar 18 została zaprezentowana po raz pierwszy na początku listopada 2017. Pod względem graficznym nawiązuje do pierwszej oficjalnej piłki mundialu Adidas Telstar, którą rozegrano mistrzostwa świata w Meksyku i Republice Federalnej Niemiec. Jej motywem są czarne łaty na białym tle. Przed premierą sprzęt testowali zawodnicy reprezentacji Argentyny, Realu Madryt, Manchesteru United i Juventusu Turyn. W obrocie handlowym znajduje się również czterokrotnie tańsza replika piłki, odznaczająca się podobnymi właściwościami. W Polsce piłka zadebiutowała na stadionach Ekstraklasy 9 lutego 2018. Piłka produkowana jest w mieście Sijalkot w Pakistanie.

## Technologia

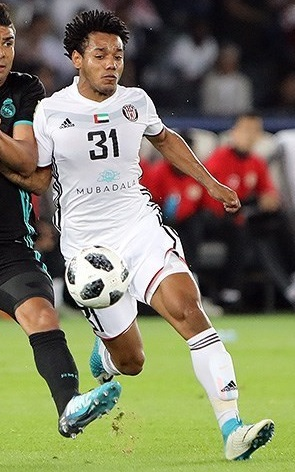
Adidar Telstar 18 podczas meczu Al-Jazira – Real Madryt

Pod względem technicznym piłka zachowała cechy poprzedniej futbolówki Brazuca. Jest wykonana również z elementów powstałych w wyniku recyklingu. Jej panele są wykonane metalicznie, co zapewnia jej wytrzymałość i czyni zdatną do gry zarówno na stadionach na murawie, jak i np. na ulicach. Panele (sześć o jednakowych rozmiarach) piłki są wydłużone, co stabilizuje ją w locie.
W opinii producenta Telstar 18 jest najbardziej innowacyjną piłką w historii futbolu. Przy konstrukcji zastosowano chip NFC (ang. Near Field Communication), który umożliwia interakcję ze smartfonem, generując unikalny numer identyfikacyjny. Interaktywność piłki jest adresowana głównie do kibiców, chip nie dokonuje pomiarów parametrów gry.